# Camptandra latifolia
Camptandra latifolia là một loài thực vật có hoa trong họ Gừng. Loài này được Henry Nicholas Ridley mô tả khoa học đầu tiên năm 1899.

## Phân bố
Loài này được tìm thấy ở cao độ khoảng 910-1.200 m (3.000-4.000 ft) trên đất hay đá ở núi (Gunung) Bujong Malacca / Bujung Melaka (núi Bujang Melaka) 4°19′29″B 101°11′49″Đ / 4,32472°B 101,19694°Đ, bang Perak, Malaysia. Tuy nhiên, Ruth Kiew (2013) dẫn theo danh sách không hoàn chỉnh của Narayanaswami cho rằng Hermann H. Kunstler đã thu thập mẫu này ở đồi Mesah (Gunung Mesah) gần Gopeng, trên đường từ thành phố Perak tới núi Bujong Malacca ở phía đông nam và Ridley đã diễn giải sai ký hiệu "G.M." mà Kunstler ghi lại trên các mẫu vật được ông thu thập thành Gunung Malacca (một địa danh không tồn tại) để suy ra rằng nó là Gunung Bujong Malacca.
Mẫu vật điển hình: Dr. King 7219 = H.H. Kunstler 7219, do Hermann H. Kunstler (1837-1887) thu thập tháng 1 năm 1885.